# Contextual Query Language
Die Contextual Query Language (CQL, bis 2004 Common Query Language) ist eine formale Sprache, um Anfragen für Informationssysteme wie z. B. Bibliothekskataloge zu konstruieren. Unterhalten und entwickelt wird sie von der Z39.50 Maintenance Agency, einer Abteilung der Library of Congress.
Anfragesprachen fallen meistens in eine der nachfolgenden Kategorien:
- Leistungsfähige Anfragesprachen, die schwer zu erlernen und zu bewältigen sind (z. B. SQL).
- Einfache und intuitive Anfragesprachen, die jedoch weniger mächtig sind (z. B. Googles Anfragesprache).

Das Ziel von CQL ist, eine Kombination aus Einfachheit und Leistungsfähigkeit zu erreichen.
Dabei sind sehr einfache Anfragen möglich, die bei Bedarf in komplexe Anfragekonstrukte erweitert werden können.
Bei der Designentscheidung stand die Entwicklung einer für den Menschen leicht lesbaren Anfragesprache im Vordergrund.
Dieses Konzept ist mit dem Grundgedanken von XML zu vergleichen.

## Codierung in XML
CQL-Ausdrücke lassen sich auch in XML ausdrücken, die entstehende Sprache heißt XCQL.